# Беджети, Блерим
Блерим Беджети (макед. Блерим Беџети; родился 16 октября 1976 года в с. Глумово, община Сарай, Скопье, СФРЮ) — македонский государственный деятель, бывший министр юстиции Республики Македонии.

## Образование
Окончил юридический факультет Университета в Приштине (ныне — Республика Косово). Адвокат.

## Карьера
- С 2002 по 2005 год — сотрудник министерства юстиции Республики Македонии.
- 2005 — 2006 гг. — работал адвокатом.
- 2006 — 2009 гг. — депутат Собрания Республики Македонии. Был членом Законодательно-правового комитета и Комитета по надзору за работой Управления по безопасности и контрразведке и Разведывательного агентства (2006—2008). Председатель Комитета по вопросам местного самоуправления (2008—2009).
- 2009 — 2011 гг. — мэр крупнейшей столичной общины Сарай.

С июля 2011 по июнь 2014 года был министром юстиции в правительстве Николы Груевского

## Семья
Блерим Беджети женат и имеет троих детей.